# 貝爾頓 (德克薩斯州)
貝爾頓（英語：Belton）是一個位於美國德克薩斯州貝爾縣的城市。根據2010年美國人口普查，該地共人口18216人，而該地的面積約為51.70平方千米。同時該地也是貝爾縣的縣治。

## 地理
貝爾頓的座標為31°03′32″N 97°27′48″W / 31.05889°N 97.46333°W，而該地的平均海拔高度為155米（即509英尺）。